# St. Jakobus (Laaber)

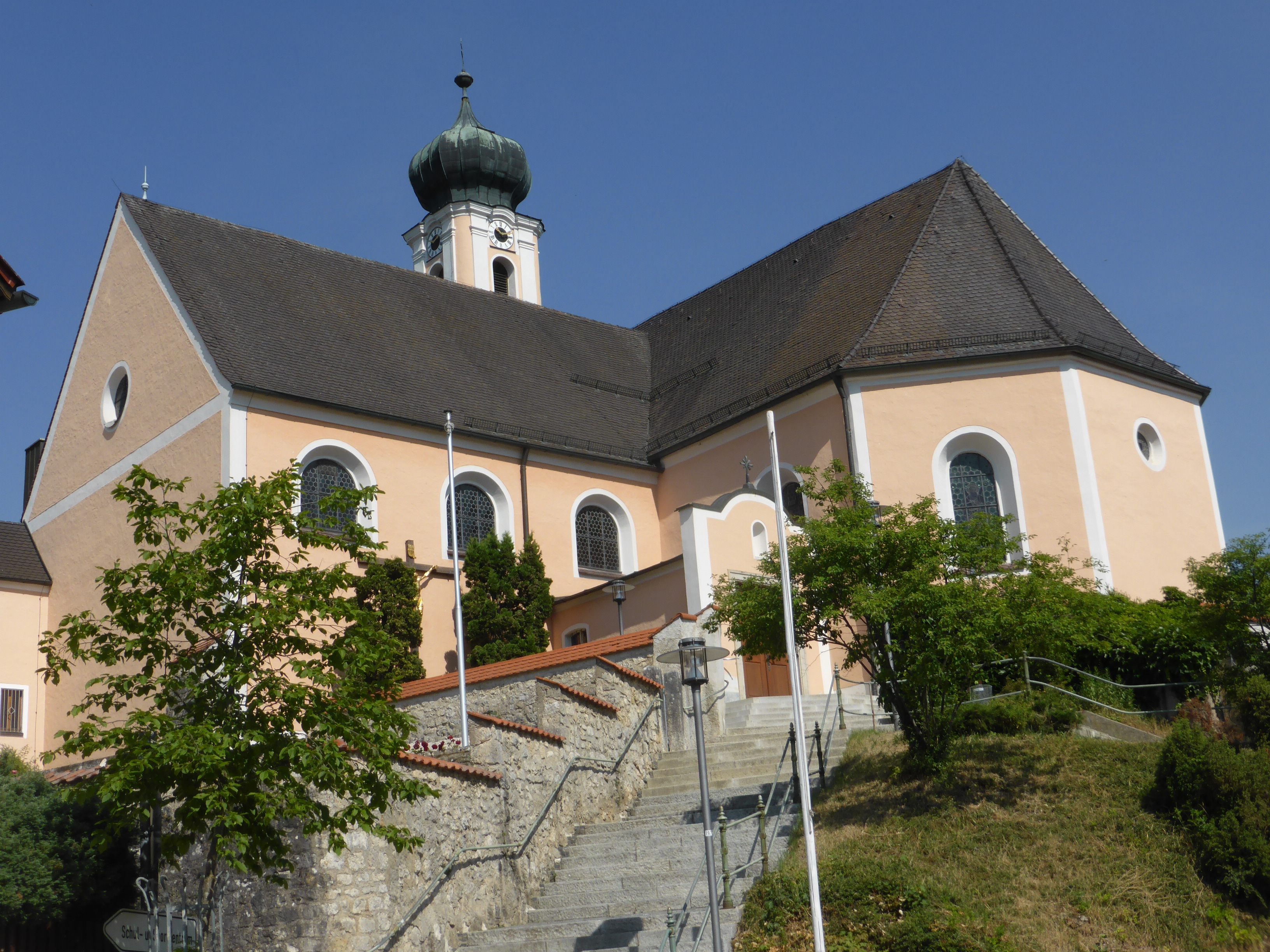
Pfarrkirche St. Jakobus in Laaber

St. Jakobus in Laaber ist die Hauptkirche der römisch-katholischen Pfarrei Laaber, zu der noch die Kirchen St. Laurentius in Bergstetten, St. Johannes Baptist in Großetzenberg und St. Maria in Endorf gehören. Die Kirche liegt in dem Oberpfälzer Landkreis Regensburg von Bayern (Kirchplatz 17).

## Geschichte und Ausgestaltung

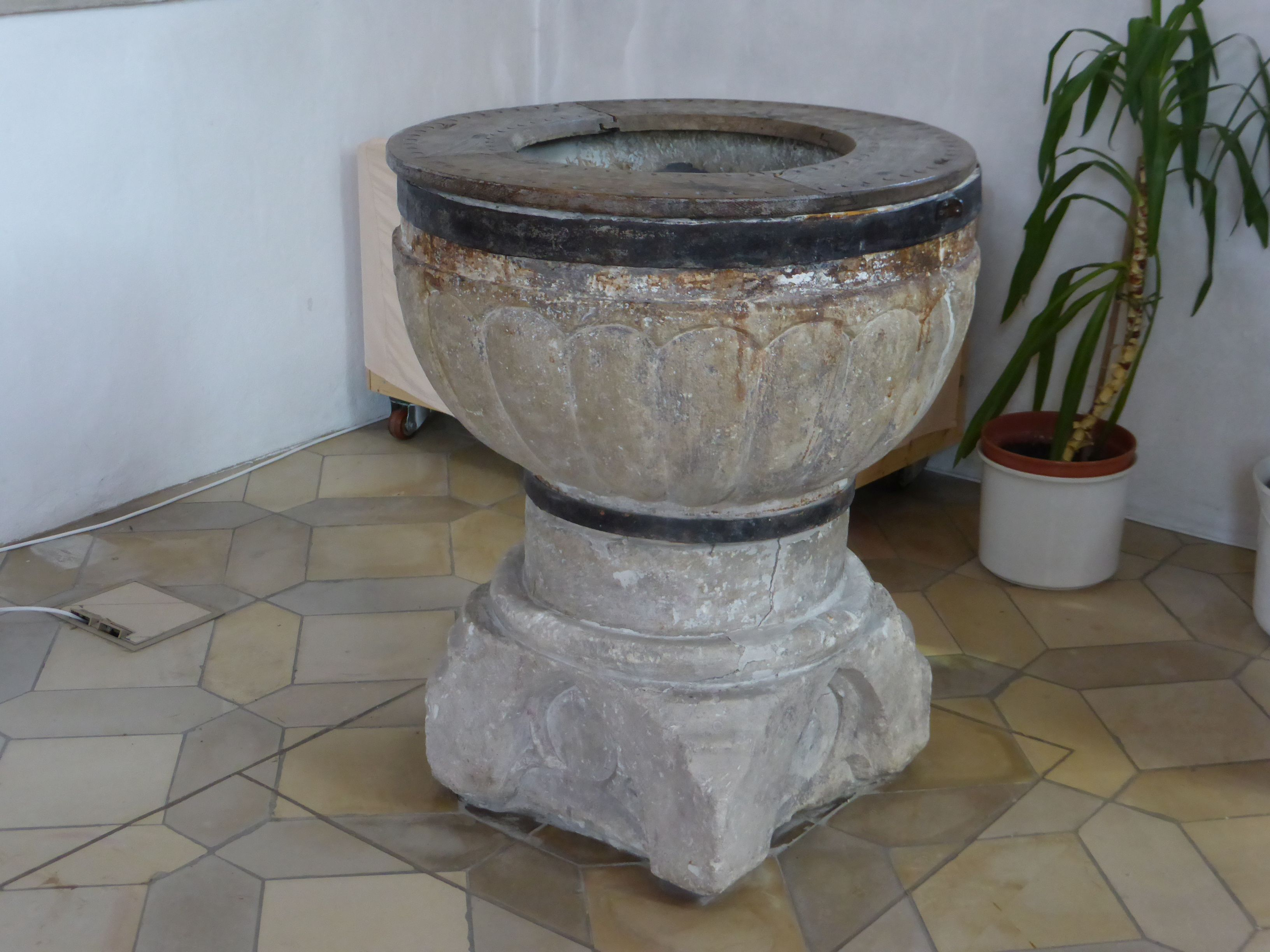
Romanisches Taufbecken in der Pfarrkirche von Laaber

Die ältesten Teile der Kirche gehen auf das 15. Jahrhundert zurück. 1735 wurde der Turm renoviert, 1738 wurde das Langhaus erweitert. Mitte des 18. Jahrhunderts wurde die Kirche durch Laub- und Bandwerk sowie später durch Rokokomuscheln ausgeschmückt. 
Das Deckenfresko zeigt die Enthauptung des Heiligen Jakobus des Älteren. Es wurde 1750 von Otto Gebhard gestaltet, wobei sich das gleiche Fresko auch in Cham in der Stadtpfarrkirche St. Jakob befindet. 
Weitere Restaurierungen fanden 1884 statt, sowie 1952 durch Hanns Beckers. Der Innenraum wurde 1997 renoviert. Bei der Renovierung von 1952 wurde die Kirche um 90 Grad gedreht und wesentlich erweitert.
Der Hochaltar, der die Verherrlichung des Jakobus zeigt, wurde in den neu geschaffenen Chorraum geschafft. Der Hochaltar stammt aus dem späten 17. Jahrhundert und ist angeblich von dem Regensburger Bischof Franz Wilhelm Graf von Wartenberg geweiht worden. Im Altartisch befinden sich vorgeblich Reliquien des Heiligen Jakobus. Das neu geschaffene Deckengemälde stellt die Berufung des Apostels Jakobus dar. Das Altarbild am Seitenaltar zeigt das Motiv „Die sieben heiligen Zufluchten“.

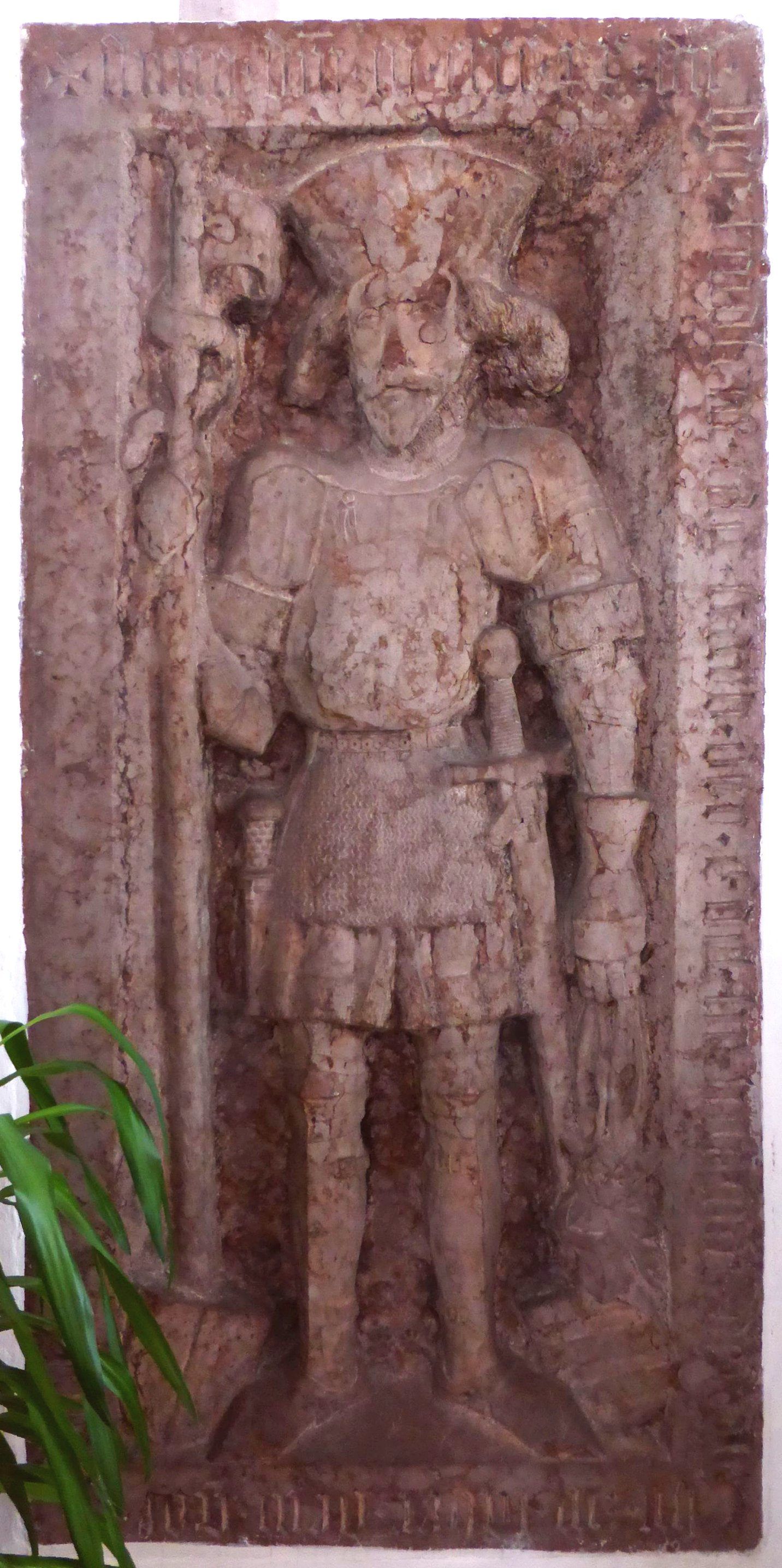
Epitaph des Hadmar IV. von Laber (1364–1420)

Ältestes Ausstattungsteil ist ein romanisches Taufbecken aus dem 13. Jahrhundert mit gotischem Fuß.
Das Epitaph des Hadmar IV. von Laaber zeigt diesen in hochmittelalterlicher Rüstung. Die Umschrift auf dem Epitaph lautet: Anno . dni . m . cccc . xx . an . der . kindlein . tag . starb . der Edel . h’r . hadmar . der alt h’r . zw laber . dem got gnad und gibt als Todestag den 28. Dezember 1420 wieder. Hadmar wurde 1364 geboren und war unter anderem Bürgermeister von Regensburg.
Neben dem Osteingang steht die Jakobusglocke aus dem Jahr 1786. Sie wurde wegen eines Schadens 1976 im Frühjahr 1982 durch die „Friedensglocke“ ersetzt.